# Aeropuerto de Emden
El Aeropuerto de Emden (del alemán: Flugplatz Emden) (IATA: EME, OACI: EDWE) es un aeródromo que sirve a Emden, una ciudad de la región de Frisia Oriental (Ostfriesland) en el estado alemán de la Baja Sajonia.

## Instalaciones
El aeropuerto reposa en una planicie a una elevación de 2 pies (1 m) sobre el nivel del mar. Cuenta con una única pista de aterrizaje designada como 07/25 con una superficie de asfalto de 1.300 x 30 m.